# Tok (mitologija)
Pogledajte također "Tok".
U nordijskoj mitologiji, Tok (stnord. Þökk = "hvala", eng. Thokk) je divica koja je odbila plakati za bogom Baldom, zbog čega je on ostao u podzemlju. Smatra se da je ta divica zapravo bila prerušeni bog Loki koji je skrivio Baldovu smrt. 

## Mitologija
Balda, najljepšeg među bogovima, ubio je njegov slijepi brat Hod. Pravi je krivac bio Loki. Bald je postao stanovnik kraljevstva mrtvih kojim vlada božica Hela, Lokijeva kćer. Ona se složila da će pustiti Balda natrag ako sve na svijetu bude plakalo.
Bogovi su poslali glasnike po cijelom svijetu da sva bića znaju da moraju plakati. I plakali su bogovi, ljudi i divovi te cijeli svijet. Jedino biće koje nije plakalo bila je divica zvana Tok koja je mirno sjedila u svojoj špilji. Glasnici su ju molili da plače, ali je ona rekla:

"Tok će plakati

bezvodne suze".

Glasnici nisu mogli vjerovati u njezinu bešćutnost, pa su pretpostavili da je Tok zapravo Loki.